# Clériston
Antonio Clériston de Andrade, mais conhecido como Clériston, é um chargista, músico e pesquisador brasileiro. Em 2001, ganhou o 13º Troféu HQ Mix na categoria "Melhor livro de charges", por Humor do fim do século (em coautoria com outros quatro chargistas pernambucanos: Lailson, Miguel, Ronaldo e Samuca). Em 2006, lançou o HQCD... e o som virou quadrinhos, projeto que misturava um álbum de música com quadrinhos. Em 2014, coordenou a 1ª Bienal Internacional de Caricatura da UFPE. Atualmente, trabalha na Folha de Pernambuco.